# 王宗 (唐朝)
王宗（9世纪—9世纪），京兆万年县胜业里人。世代为神策军军官，富甲一方。王宗善于经营，从事贸易，生活奢靡，僮仆千人，富比王侯，自己也由军校累至检校司空、金吾大将军、左街使，咸通十二年（871年）至乾符元年（874年）间领山南西道节度使。
子王处存，侄王处直。
此外，唐德宗贞元十五年（799年）有同名寿州刺史。